# Lorena (fotbollsspelare)
Lorena da Silva Leite, med artistnamnet Lorena, född den 6 maj 1997 i Ituverava, är en brasiliansk fotbollsspelare.

## Karriär
Lorena da Silva Leite inledde sin seniorkarriär i Centro Olímpico år 2016. 2017 värvades hon av Sport Club do Recife innan hon 2019 kontrakterades av Grêmio. 2025 flyttade hon till USA för spel i Kansas City Current. Hon debuterade i Brasiliens damlandslag år 2021, och ingick i det lag som vid olympiska sommarspelen 2024 i Paris tog silver efter att ha förlorat finalen mot USA.